# Jada Borsato
Jada Borsato (Alkmaar, 3 de diciembre de 2002) es una actriz, cantante y actriz de voz neerlandesa, hija de Marco Borsato y Leontine Ruiters.

## Biografía
Jada nació el 3 de diciembre de 2002 como hija de Marco y Leontine Borsario; Tiene dos hermanos mayores, Luca y Senna. Comenzó tuvo su debut en el doblaje al neerlandés de la película Happy Feet 2, doblando a Bodicea.
En 2012 apareció en la película navideña, Sint & Diego: De Magische Bron van Myra.

## Filmografía
| Cine | Cine                                    | Cine              | Cine    |
| Año  | Película                                | Personaje         | Notas   |
| ---- | --------------------------------------- | ----------------- | ------- |
| 2011 | Happy Feet 2                            | Boadicea          | Doblaje |
| 2012 | Sint & Diego: De Magische Bron van Myra | Madelief          |         |
| 2013 | Plakband                                |                   |         |
| 2014 | Flits & Het Magische Huis               | Izzie             | Doblaje |
| 2015 | Michiel de Ruyter                       | Neeltje de Ruyter |         |
| 2015 | El principito                           | Niña aurora       | Doblaje |

## Discografía
| Sencillo            | Año  | Posiciones en listas | Posiciones en listas | Posiciones en listas | Álbum              |
| Sencillo            | Año  | Top 40               | Top 100              | BEL                  | Álbum              |
| ------------------- | ---- | -------------------- | -------------------- | -------------------- | ------------------ |
| "Samen voor altijd" | 2013 | 12                   | 1                    | 1                    | - Duizend spiegels |